# 야드비가
야드비가(폴란드어: Jadwiga, 헝가리어: Hedvig 헤드비그[*]; 1373/4 – 1399년 7월 17일)는 폴란드 왕국의 첫 여왕으로, 1384년 10월 16일부터 1399년 7월 17일까지 폴란드를 다스렸다. 야드비가는 헝가리 왕국과 폴란드 왕국의 왕이었던 러요시 1세와 왕후 코트로마니치 에르제베트 사이에서 태어났다. 야드비가는 카페-앙주가의 일원이었지만 폴란드 피아스트 왕조에 더 많은 조상을 두고 있었다. 1997년 로마 가톨릭교회는 야드비가를 시성했다.
1375년 야드비가는 빌헬름 폰 외스터라이히와 결혼하기로 계획되었고, 1378년부터 1380년까지 야드비가는 비엔나에서 살았다. 1379년 야드비가의 맏언니였던 엉주 커털린이 사망하면서, 야드비가의 아버지였던 러요시 1세는 야드비가와 빌헬름이 헝가리의 적합한 왕위계승자라고 여겼다. 같은 해 폴란드의 귀족들은 러요시의 둘째 딸인 마리어와 마리어의 약혼자인 지기스문트에게 충성을 약속했다. 하지만 러요시가 죽은 후 야드비가의 어머니인 에르제베트의 요구에 따라 마리어가 헝가리의 여왕이 되었다. 지기스문트는 폴란드의 왕이 되려고 했으나, 폴란드 귀족들은 러요시의 딸이 폴란드에 거주할 때만 딸에게 복종할 것이라며 지기스문트에게 반발했다. 에르제베트는 이에 따라 야드비가를 폴란드의 통치자로 선택했으나, 대관식을 치르는 곳인 크라쿠프에 야드비가를 보내지 않았다. 지도자의 부재 동안 시에모비트 4세가 폴란드 왕위 후보자가 되었다. 비엘코폴스카의 귀족들은 시에모비트를 지지하고, 그와 야드비가의 결혼을 제안했다. 하지만 마워폴스카의 귀족들은 시에모비트를 반대하며 에르제베트에게 야드비가를 폴란드로 보낼 것을 요구했다.
야드비가는 1384년 10월 16일 폴란드의 수도 크라쿠프에서 왕위 대관식을 했다. 야드비가의 대관식은 야드비가의 약혼자 빌헬름이 협의 없이 왕이 되는 것에 대한 폴란드 귀족의 반대 의사를 반영했다고 볼 수도 있고, 단지 여왕이라는 그녀의 지위를 강조하는 것이라고 할 수도 있었다. 에르제베트의 우려로 야드비가의 고문관들은 리투아니아 대공이었던 요가일라와 협상을 열어두었다. 요가일라는 여전히 이교를 믿고 있었고, 이는 야드비가와의 잠재적인 결혼 과정에서 문제가 될 수 있었다. 요가일라는 크레보 합병에 서명했는데, 자기 자신을 로마 가톨릭으로 개종할 것과 미신을 믿는 국민들의 개종을 약속한 것도 내용에 담겨 있었다. 한편, 빌헬름은 크라쿠프로 서둘러 가서 어릴 적 약혼자였던 야드비가와 결혼하기를 희망했으나 1385년 8월 폴란드 귀족은 빌헬름을 내쫓았다. 요가일라는 세례명 브와디스와프를 이름으로 받아들였고, 1386년 2월 15일 야드비가와 결혼했다. 요가일라는 브와디스와프 야기에우워라는 이름으로 1386년 3월 4일 폴란드 왕에 즉위했다.
헝가리와 크로아티아의 반군들이 야드비가의 어머니와 언니를 감금하자, 야드비가는 헝가리 통치 하에 있던 갈리치아-볼히니아 왕국을 공격해 대부분의 지역민들을 폴란드 왕국의 백성으로 만들었다. 야드비가는 야기에우워와 다툼이 있던 친족들 사이를 중재하고 폴란드와 튜턴 기사단의 분쟁도 중재했다. 1395년 언니 마리어가 죽자 야드비가와 야기에우워는 부인을 잃은 지기스문트를 상대로 헝가리의 상속권을 요구했으나, 헝가리 귀족들은 이에 동의하지 않았다. 야드비가는 1399년 아기를 출산한 후 곧 사망하였다.

## 어릴 적 생애

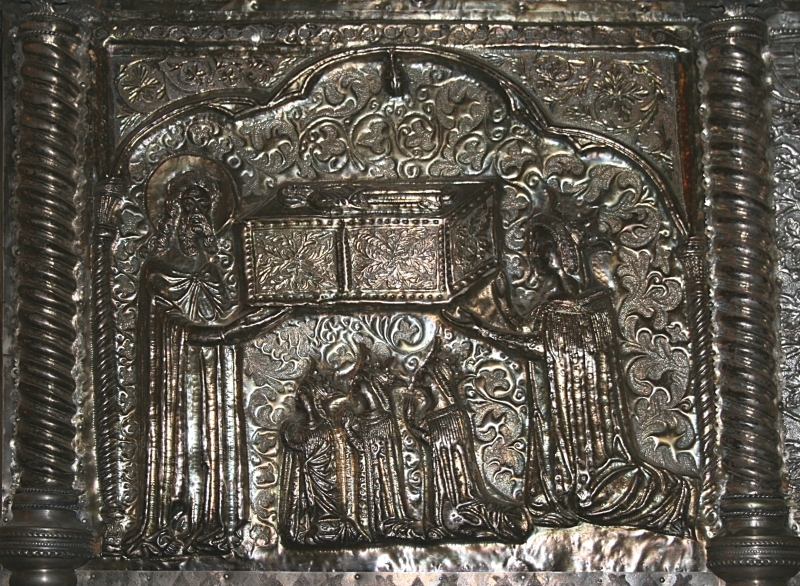
야드비가가 어머니와 자매들과 함께 있는 모습

야드비가는 헝가리 왕국의 수도인 부더에서 태어났다. 야드비가는 헝가리와 폴란드의 왕이었던 러요시 1세와 둘째 부인 코트로마니치 에르제베트 사이의 세번째 딸이었다. 외할머니와 친할머니가 모두 폴란드의 공주였기 때문에 야드비가는 폴란드 왕국 피아스트 왕조와 연결되어 있었다. 역사학자 오스카 할레치는 야드비가의 유전적 조상들은 그 어떤 곳보다 폴란드 쪽의 혈통이 더 많다고 결론지었다. 역사학자들은 야드비가가 1373년 10월 3일에서 1374년 2월 18일 사이에 태어난 것으로 추측하고 있다. 야드비가는 조상인 실레시아의 헤드비지스의 이름을 따왔다.
아들이 없었던 러요시 1세는 자신의 딸들에게 왕국을 물려주기를 원했다. 이에 따라 유럽의 왕실들은 세 명의 딸들을 중요한 신붓감으로 여기고 있었다. 1374년 8월 18일, 레오폴 3세는 그의 장자 빌헬름과 야드비가의 결혼을 제안했다. 폴란드 귀족 사절단은 러요시 1세의 딸들 중 한 명이 폴란드의 왕이 될 것임을 알고 있었고, 그들 스스로의 권한도 1374년 9월 17일 코지테 특권으로 확장되었다. 대신 폴란드 귀족들은 러요시의 요구에 따라 마리어에게 충성을 맹세했다.
러요시는 1375년 3월 4일 빌헬름 폰 외스터라이히와 야드비가의 결혼에 동의했다. 예혼식은 하인부르크에서 1378년 6월 15일 열렸다. 레오폴 공작은 베네치아 공화국으로부터 정복할 예정이었던 트레비소를 야드비가에게 주기로 합의했다. 예식 후에 야드비가는 오스트리아에서 약 2년간 살았고, 이 시간 중 대부분을 비엔나에서 보냈다.
커털린이 1378년 사망했다. 러요시 1세는 1379년 9월 가장 영향력이 큰 폴란드 귀족들에게 어린 여동생 마리어에게 충성을 맹세할 것을 부탁했다. 머리어는 지기스문트 폰 룩셈부르크의 아내였으며, 폴란드 왕이었던 카지미에시 3세의 손자였다. 야드비가와 빌헬름의 약혼은 1380년 2월 12일 러요시 1세와 레오폴 3세가 만나 확인을 했다. 헝가리의 귀족들도 이를 승인하여 야드비가와 빌헬름이 헝가리의 왕이 된다는 것에 합의했다.
폴란드 귀족과 성직자들은 1382년 7월 25일 지기스문트에게 공식적인 경의를 표했다. 폴란드인들은 러요시 1세가 헝가리안 귀족들은 설득하여 야드비가와 빌헬름에게 헝가리를 줄 것이라고 믿고 있었다. 그러나 러요시 1세는 1382년 9월 11일 갑작스럽게 사망했다. 야드비가는 러요시 1세의 임종을 지켜보았다.

## 왕위 계승 분쟁

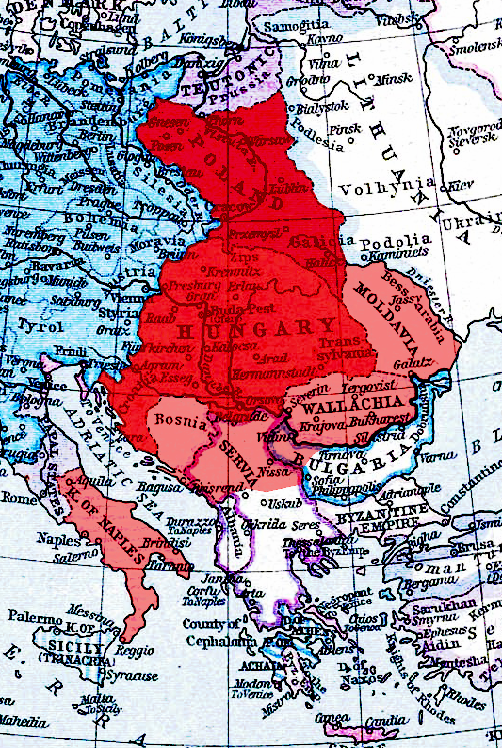
1370년 야드비가의 아버지 러요시 1세가 지배한 땅. 헝가리-폴란드 동군연합은 붉은색으로, 나폴리 왕국과 종속국들은 분홍색으로 표시되어 있다.

야드비가의 여동생 마리어가 아버지의 죽음 이후 헝가리의 왕위계승자가 되었다. 즉위식 이후, 어머니인 에르제베트는 마리어의 약혼자 지기스문트를 대신해 헝가리를 통치할 권리를 얻었다. 지기스문트는 마리어의 대관식에 참여할 수 없었는데, 러요시가 폴란드에서 일어난 반란을 진압하기 위해 지기스문트를 파견했기 때문이다. 러요시의 죽음을 안 이후, 지기스문트는 "폴란드 왕국의 군주"라는 칭호를 채택하고, 마워폴스카의 마을들로부터 충성을 맹세할 것을 요구했다. 11월 25일 비엘코폴스카의 귀족들은 라돔스코에 모여 러요시 1세의 딸이 폴란드에 정착한다면, 그녀 이외에 누구에게도 충성을 맹세하지 않기로 결정했다. 마워폴스카의 귀족들도 12월 12일 비실리차에 모여 비슷한 합의안을 통과시켰다. 에르제베트 여왕은 귀족들에게 특사를 파견해 자신의 딸들이 아닌 다른 이들에게 충성을 맹세하는 것을 금지시켰고, 러요시의 요구에 따라 지기스문트가 받은 폴란드 귀족들의 충성 서약은 무효화되었다.
에르제베트의 딸들은 모두 외국의 왕자들과 결혼했고, 외국 왕자들은 폴란드에서 인기가 없었다. 폴란드 귀족들은 외국인 군주를 반대했고 피아스트 왕조의 일원이 폴란드 왕좌의 자격이 있다고 판단했다. 에르제베트 여왕의 삼촌 브와디스와프 그니에코프스키가 이미 러요시의 통치 중 폴란드를 장악하려고 했다. 그러나 그니에코프스키는 수도 서원을 받고 부르고뉴의 디종에 있는 베네딕트 수도원으로 갔다. 교황 우르비노 6세에 맞서 러요시 1세를 왕으로 승인하지 않은 반교황 클리멘트 7세는 그니에코프스키를 수도 서원에서 풀어주었으나, 그의 수도승 신분을 버리게 하지는 않았다. 한편, 마소비아 공작이었던 시에모비트 4세가 더 강력한 후보로 등장했다. 시에모비트는 비엘코폴스카의 대중과 귀족으로부터 인기가 많았다.
에르제베트 여왕의 대표들은 1383년 2월 시에라츠에 모여 폴란드인 대표가 마리어에게 했던 충성 서약의 신의를 무효화했다. 특사는 에르제베트가 야드비가가 부더에서 대관식을 치른 후 20세까지 부더에 산다는 조건 하에 야드비가를 폴란드로 보낼 의사가 있음을 밝혔다고 말했다. 폴란드 귀족은 처음에 제안을 수용했으나 곧 왕위 공백기간이 3년 더 늘어난다는 것을 알게 되었다. 시에라츠에서 귀족들은 3월 28일 다시 만남을 가졌고, 대부분의 귀족들은 시에모비트 4세를 폴란드의 왕으로 선출할 예정이었다. 폴란드 귀족들은 시에모비트와 야드비가의 결혼을 제안했다. 텡친스키가의 일원이었던 얀 텡친스키는 귀족들에게 시에모비트의 선출을 연기하자고 설득했다. 귀족들은 야드비가가 대관식 이후 폴란드에 산다는 조건을 걸고 5월 10일까지 야드비가를 기다리기로 합의했다. 귀족들은 도브진 지역과 그니에프쿠프, 루테니아를 폴란드 왕국에 반환해줄 것을 요구했다.

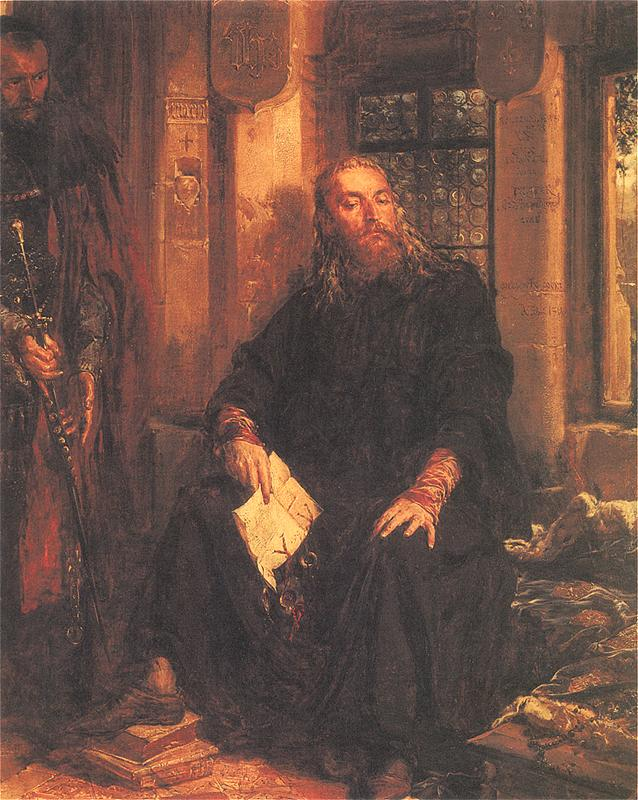
야드비가의 아버지인 러요시 1세의 죽음 이후 브와디스와프 그니에코프스키는 폴란드 왕위후보자 중 한 명으로 거론되었다.

한편, 얀 텡친스키와 셍지부이 파우카를 비롯한 얀의 동료들은 리투아니아의 대공이었던 요가일라와 협상을 시작했다. 시에모비트의 지지자들은 그니에즈노의 대주교였던 보젱타 스 코소비츠 수행원들에 끼여서 크라쿠프에 진입하려고 했지만 마을 주민들이 그들이 도착하기 전에 성문을 닫아버렸다. 야드비가는 5월 10일까지 폴란드에 도착하지 못했다. 에르제베트의 특사는 카르파티아산맥에서 홍수가 발생해 야드비가가 도착하지 못했다고 전했다.
시에모비트는 군대를 일으켜 칼리시까지 진격했다. 그의 지지자들은 8월 시에라츠에 모여 시에모비트를 왕으로 선출하려고 했으나 보젱타 대주교는 대관식을 맡는 것을 거부했다. 코시체에서 에르제베트 여왕은 폴란드 지방의 대표단에게 11월 전까지 야드비가를 보낼 것을 약속했다. 에르제베트 여왕은 야드비가나 마리어 중 한 명이 아이 없이 죽을 때 살아남은 한 명에게 왕국을 물려주기로 했다. 시에모비트는 칼리치를 포위공격했고, 에르제베트 여왕은 지기스문트를 파견했다. 시에모비트는 카리치를 점령하는데 실패했지만 지기스문트의 병사들의 행동에 대한 소식으로 지기스문트는 폴란드에서 더욱 인기가 떨어졌다. 셍지부이 파우카는 에르제베트 여왕과 협상하기 위해 달마티아의 자다르로 향하는 대표단을 이끌게 되었는데, 에르제베트는 셍지부이를 감금했다. 에르제베트는 크라쿠프의 바벨성을 본부로 삼기 위해 폴란드로 헝가리 병사들을 보냈는데, 파우카는 탈출해 에르제베트의 병사들이 성으로 진입하는 것을 막는데 성공했다.
라돔스코에서 3월 초에 의회가 열렸고, 폴란드 전 지역의 대표단은 야드비가가 2달 이내로 폴란드로 오지 않을 시 시에모비트를 왕으로 선출한다고 결정했다. 대표단은 임시 정부를 꾸리고 왕위 공백 기간 동안에 폴란드를 통치할 수 있는 권한은 폴란드의 귀족들과 시민들에게만 있음을 명시했다. 에르제베트는 더 이상 야드비가의 대관식을 미룰 수 없음을 알게 되었고, 이에 따라 야드비가를 폴란드로 보냈다. 야드비가의 도착 날짜는 알려진 바가 없는데, 이는 얀 스 차른쿠프의 기록이 이 사건 이전에 끝나기 때문이다.

## 통치

### 대관식

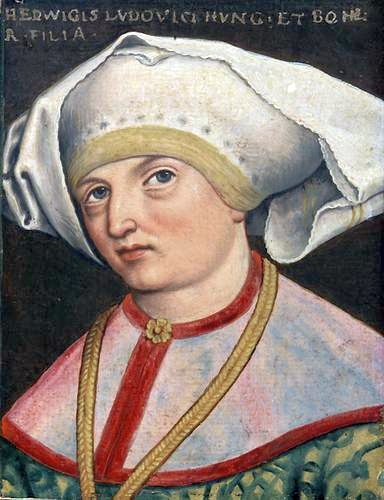
15세기의 야드비가 여왕 초상화. 현재는 빈에 위치한 빈 미술사 박물관에 보관되어 있다.

폴란드에 야드비가가 도착하면서 러요시 1세의 죽음 이후 폴란드에서 내부 분쟁의 원인이 된 왕위 공백 기간은 끝났다. 15세기 폴란드 역사학자 얀 드우고시에 따르면, 수많은 귀족들과 성직자 등이 "야드비가에 대한 호감을 가지고 환영하기" 위해 크라쿠프에 모였다. 1384년 10월 16일 보잔타 대주교가 야드비가를 폴란드 왕으로 임명했을 때, 아무도 항의하지 않았다. 당시 전통적인 합의에 따라 야드비가는 "왕"으로 임명되었다. 이에 따라 로버트 W. 놀은 폴란드 귀족들의 합의 없이 야드비가의 배우자가 왕의 칭호를 쓰는 것을 방지했다고 주장한다. 스티븐 C. 로웰은 야드비가가 왕으로 임명된 것이 전통적인 합의에 대치된다고 주장하는 자료들은 그것을 입증하는 자료들보다 적다고 말하며, 야드비가가 왕후가 아닌 여왕이라는 점을 인식시키기 위해 야드비가를 왕이라고 불렀다고 주장했다.
그니에즈노 대주교 보잔타와 크라쿠프 주교 얀 라들리차, 포즈난 주교 도브로고스트, 그리고 블라디슬라우스 2세 오폴레 대공은 야드비가가 왕이 된 첫 1년간 신임한 신하들이었다. 일반적인 학계에서는 야드비가는 여전히 통치권이 미약했으며 신하들의 "단순한 도구"였다고 주장하지만 할레치는 이러한 관점을 거부하며 야드비가는 빠르게 성숙해졌으며 자신의 매력과 친절함을 통해 자신의 지위를 강화했다고 반박했다. 1384년 말 이미 야드비가는 블라디슬라우스 대공의 행동들에 개입을 시작했다.

### 빌헬름과의 파혼
당시 14살이었고, 야드비가의 약혼남이었던 빌헬름을 폴란드 귀족들은 통치자로 받아들이지 않으려고 했다. 폴란드 귀족들은 경험이 부족한 빌헬름과 그의 오스트리아 친족들이 헝가리를 요구하고 보헤미아 왕국과 브란덴부르크 변경백국을 통치하는 룩셈부르크가와 같은 강대한 이웃으로부터 폴란드의 이익을 지켜내지 못할 것이라고 판단했다. 할레치에 따르면 마워폴스카의 귀족들은 처음으로 리투아니아의 요가일라 대공과 야드비가가 결혼해야 한다고 제안했다.
1385년 1월 요가일라는 형제 스키르가일라를 포함한 특사를 크라쿠프에 파견해 야드비가와 결혼하는 것을 요청했다. 야드비가는 대답을 회피하며 어머니 에르제베트만이 그것을 결정할 수 있다고 말했다. 요가일라의 두 특사단은 헝가리로 가서 에르제베트 여왕을 만났다. 에르제베트는 폴란드에 이익이 되는 모든 것을 허락하며 자신의 딸과 폴란드의 귀족 및 고위 성직자들이 기독교와 폴란드에 이익이 되는 것을 해야 한다고 알려주었다. 크라쿠프와 산도미에시, 그리고 비엘코폴스카의 귀족들이 크라쿠프에 모였고, 다수의 귀족들이 요가일라의 결혼 제안을 수용하기로 합의했다.

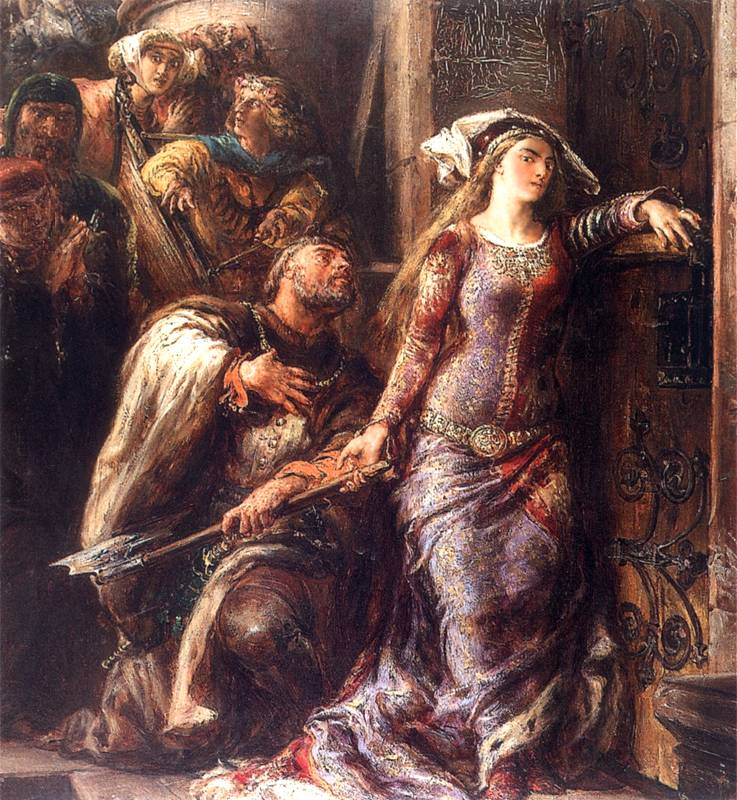
"고라치의 디미트르", 야드비가가 성문을 돌파하여 빌헬름과 합류하려는 장면을 묘사한 그림이다.

한편, 빌헬름의 아버지 레오폴 3세는 1385년 7월 말 부더에 도착해 빌헬름과 야드비가 사이의 약혼의 첫날 밤 치르기를 8월 16일 이전에 해 줄 것을 요구했다. 에르제베트 여왕은 약혼에 대한 옛 합의를 확인하고 블라디슬라우스 대공에게 식을 준비하라고 명령했다. 가톨릭 교회법에 따르면 고위 성직자가 야드비가의 원숙함을 시험한다면 20살 이전에 야드비가의 결혼 성례를 할 수 있었다. 에체르곰 주교 데메트리우스는 필요한 서류들을 발행했다. 빌헬름은 8월 초순에 크라쿠프에 도착했으나 바벨성 진입이 허용되지 않았다. 드우고시는 야드비가와 빌헬름이 프란치스코회 수녀원에서만 만날 수 있을 것이라고 기록했다.
빌헬름과 야드비가의 결혼에 대한 동시대 기록은 불명확하고 대조적이다. 공식적인 크라쿠프 지방정부 기록에 따르면 1385년 8월 23일 여왕의 결혼을 축하할 경우를 대비해 도시 감옥에 수감되어 있던 죄수들을 사면했다. 그러나 동시대 오스트리아의 기록인 "Continuatio Claustroneubuzgis"에 따르면 빌헬름이 결혼 성례를 치르기 전에 폴란드인들이 빌헬름을 죽이려고 했다고 말했다. 드우고시는 빌헬름이 "여왕의 침대방"에 도착한 이후 모욕적이고 공격적인 태도로 인해 성에서 쫓겨났다고 적었지만, 야드비가는 "많은 사람들이 빌헬름 대공과 밤을 지냈고", "한 밤을 치른 것"을 안다고 기록했다.
빌헬름이 여왕의 침대방에 들어갔을 때 폴란드 귀족들이 성으로 진입해 빌헬름을 쫓아내었다는 것이 드우고시의 기록이다. 드우고시에 따르면 이 굴욕 이후 야드비가는 바벨성을 떠나 빌헬름에게 합류하려고 했으나 성문이 잠겨 있었고, 야드비가는 이에 도끼로 성문을 깨부수라고 지시했지만 고라치의 디미트리가 야드비가를 설득해 돌아가게 했다. 오스카 할레치는 드우고시의 이야기를 "단순히 낭만적인 전설로 무시할 수는 없다"는 주장을 펼쳤지만, 로버트 I. 프로스트는 그것은 출처가 불분명한 이야기라고 주장했다. 그러나 빌헬름이 폴란드를 떠났다는 것은 분명한 사실이다.

## 사진

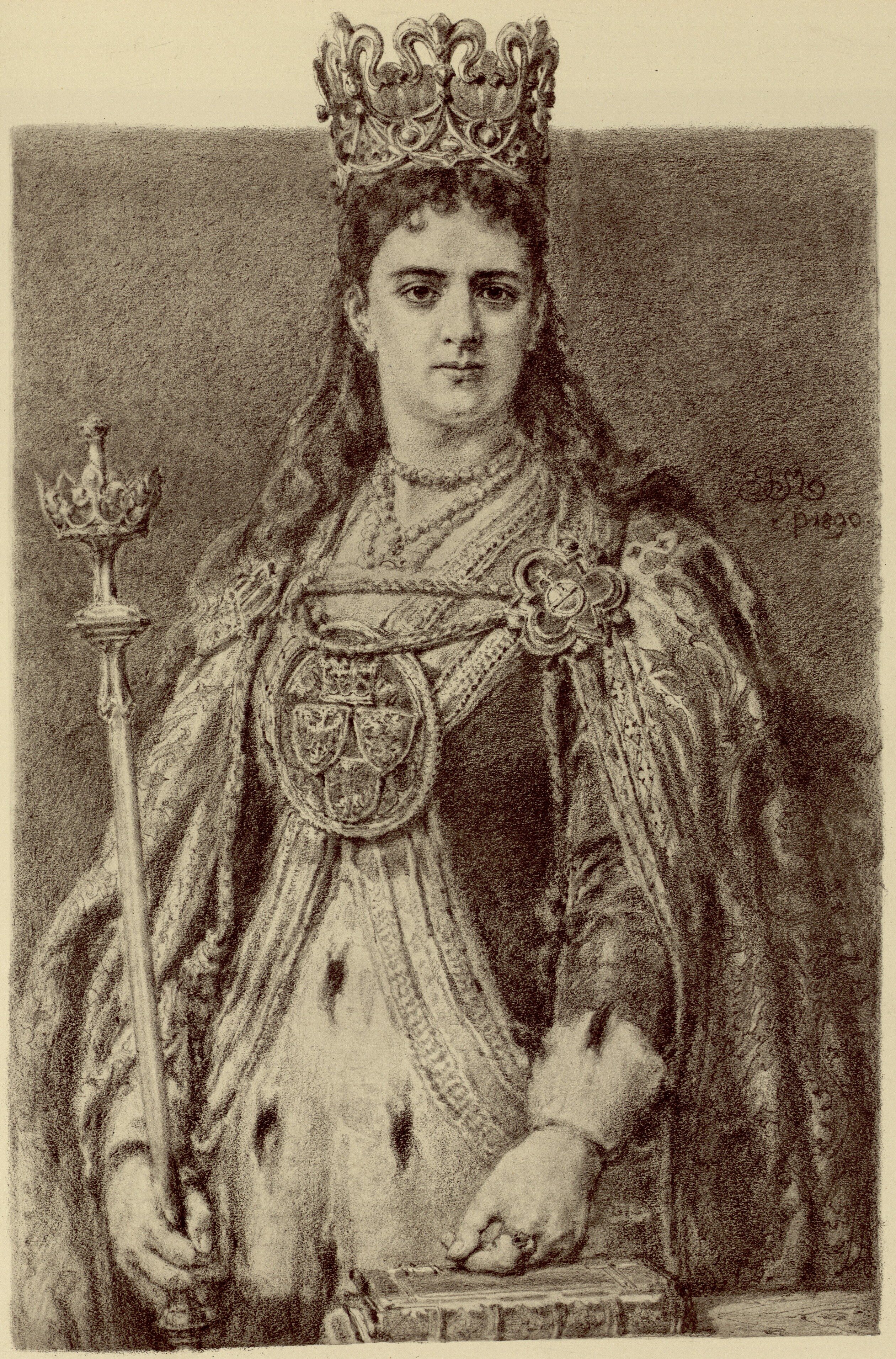
얀 마테이코(Jan Matejko)가 그린 야드비가의 초상화
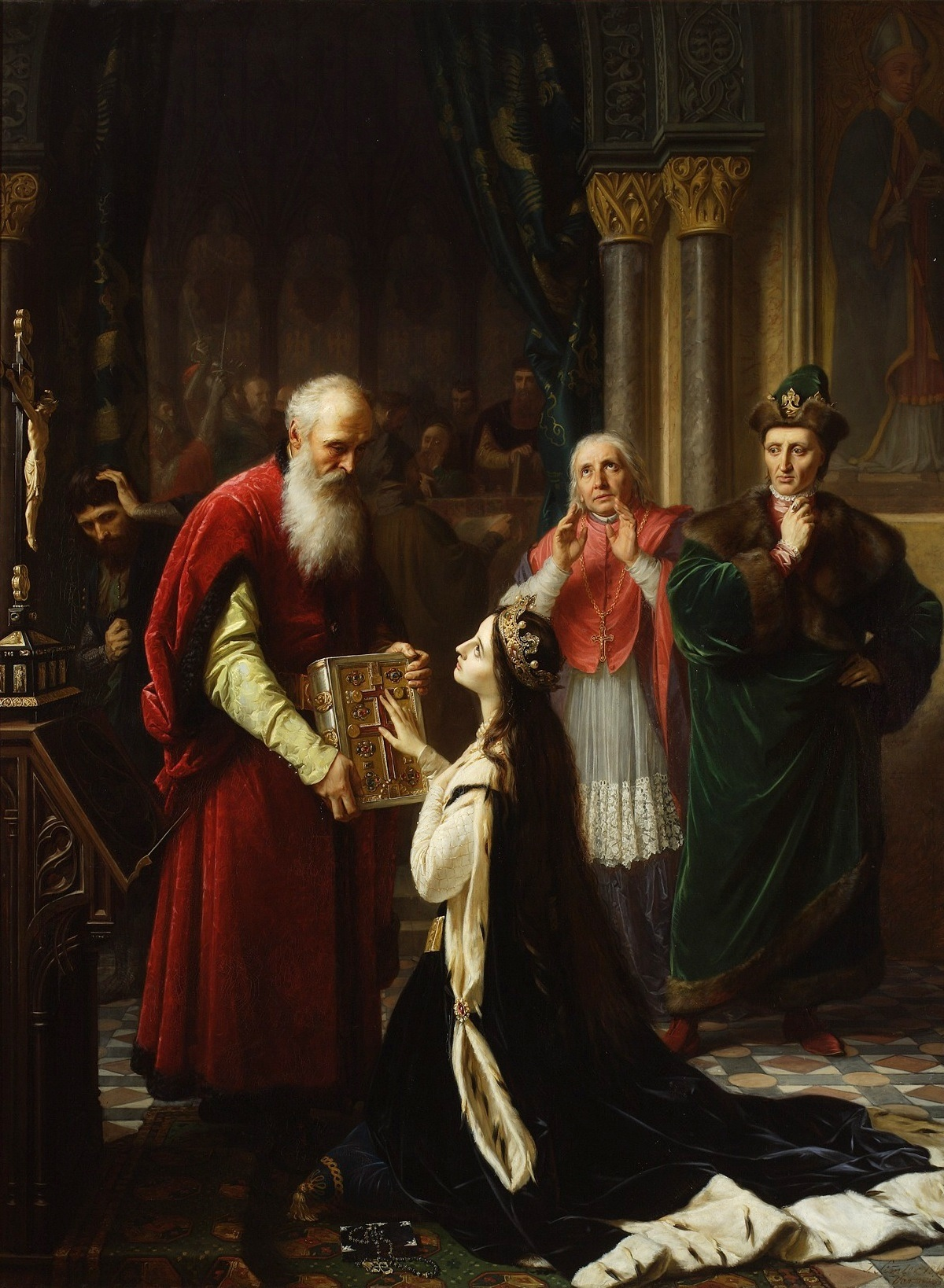
유제프 심레르(Józef Simmler)의 그림 《야드비가의 맹세》
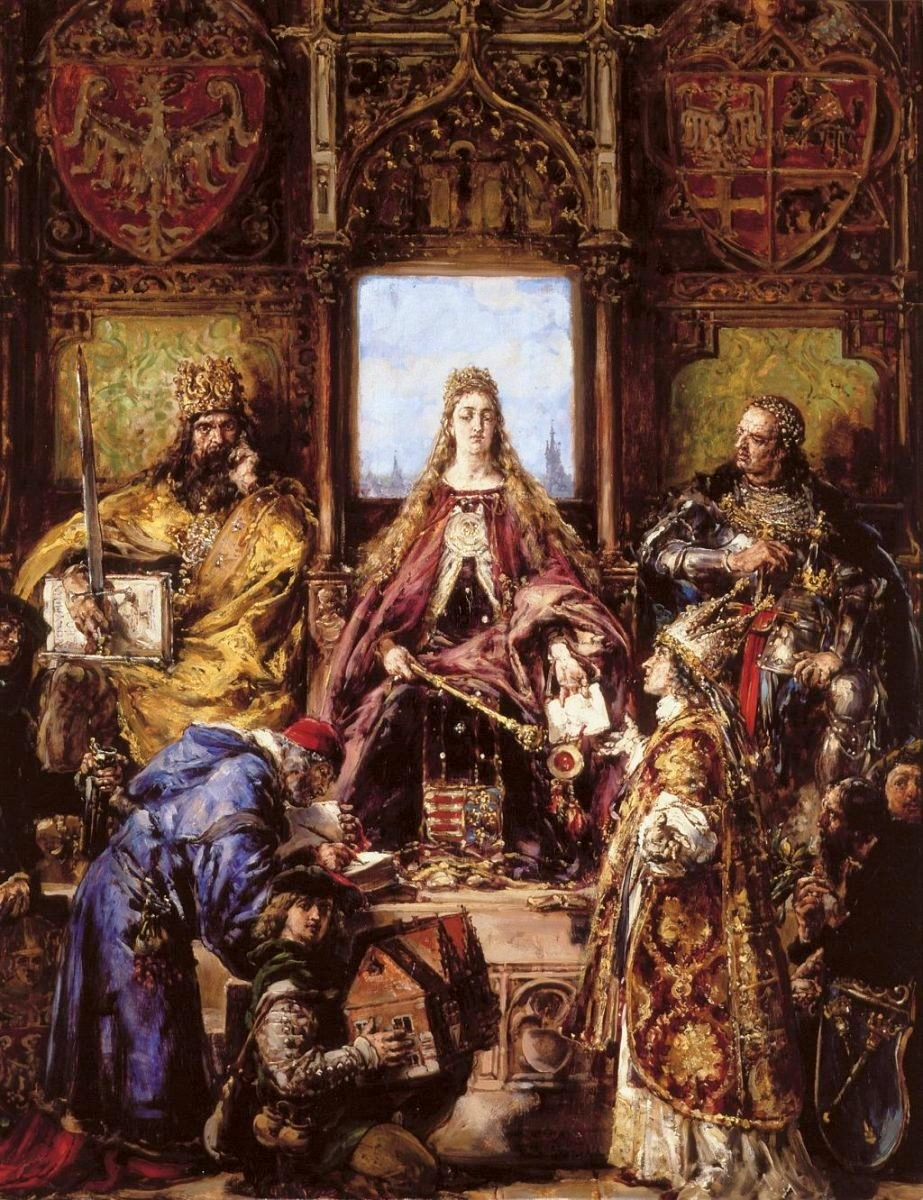
얀 마테이코의 그림 《크라쿠프 대학교를 부흥시킨 야드비가》
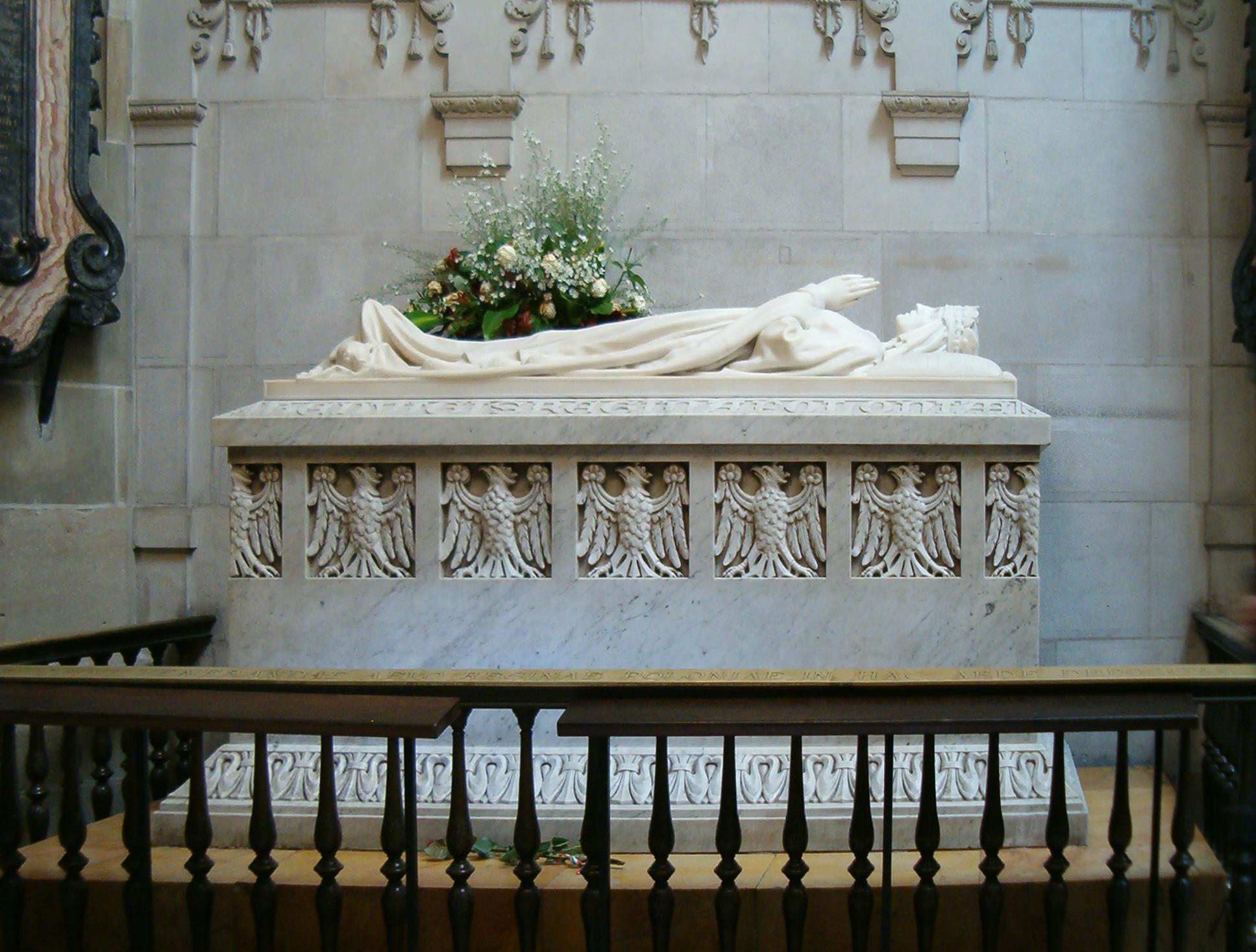
폴란드 크라쿠프에 위치한 바벨 대성당에 안치된 야드비가의 석관
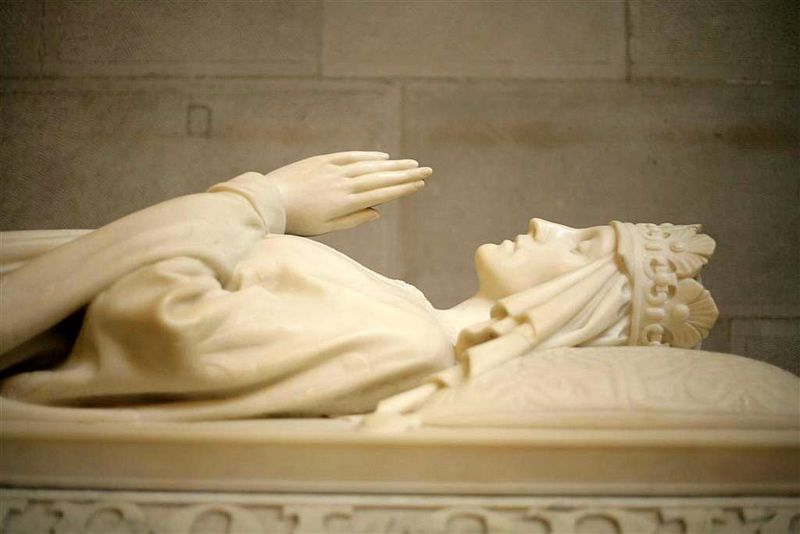
폴란드 크라쿠프에 위치한 바벨 대성당에 안치된 야드비가의 석관

### 내용주
1. ↑  야드비가의 이름은 1384년 4월 17일 프랑스로 가는 헝가리 대사에게 내린 지시에서 처음 기록되었다.[1] 그 때 당시 야드비가는 12세였는데 교회법에 따라 결혼할 나이였고,[7] 이에 따라 야드비가는 1374년 2월 18일 이전에 태어났을 것이다.[6]

### 참고주
1. 1 2  Halecki 1991, 56쪽.
2. ↑  Wolf 1993, xliii쪽.
3. 1 2 3 4  Engel 2001, 169쪽.
4. 1 2  Halecki 1991, 78쪽.
5. 1 2  Duczmal, Małgorzata (1996). 《Jagiellonowie》. Kraków: Wydawnictwo Literackie. 305쪽. ISBN 83-08-02577-3.
6. 1 2  Sroka 1999, 54–55쪽.
7. 1 2  Halecki 1991, 93쪽.
8. 1 2  Gromada 1999, 434쪽.
9. ↑  Halecki 1991, 89쪽.
10. 1 2  Davies 2005, 90쪽.
11. 1 2  Halecki 1991, 58쪽.
12. ↑  Sedlar 1994, 39–40쪽.
13. 1 2 3 4  Frost 2015, 8쪽.
14. ↑  Halecki 1991, 65, 93쪽.
15. 1 2 3  Engel 2001, 170쪽.
16. ↑  Halecki 1991, 64–65쪽.
17. ↑  Halecki 1991, 71쪽.
18. ↑  Halecki 1991, 52쪽.
19. ↑  Frost 2015, 8, 10쪽.
20. ↑  Halecki 1991, 72–73쪽.
21. ↑  Halecki 1991, 73쪽.
22. 1 2 3  Halecki 1991, 75쪽.
23. 1 2 3 4 5  Frost 2015, 10쪽.
24. ↑  Engel 2001, 173쪽.
25. ↑  Engel 2001, 195쪽.
26. ↑  Monter 2012, 195쪽.
27. ↑  Halecki 1991, 97쪽.
28. 1 2 3  Halecki 1991, 99쪽.
29. 1 2 3 4  Halecki 1991, 100쪽.
30. ↑  Halecki 1991, 66, 100쪽.
31. ↑  Halecki 1991, 69–70쪽.
32. ↑  Frost 2015, 11쪽.
33. 1 2 3 4 5  Halecki 1991, 101쪽.
34. ↑  Frost 2015, 15쪽.
35. 1 2  Halecki 1991, 104쪽.
36. ↑  Deletant 1986, 202쪽.
37. ↑  Halecki 1991, 71, 104쪽.
38. ↑  Halecki 1991, 103–104쪽.
39. 1 2 3 4  Halecki 1991, 106쪽.
40. ↑  Halecki 1991, 101, 106쪽.
41. 1 2 3 4  Halecki 1991, 107쪽.
42. ↑  Halecki 1991, 107–108쪽.
43. 1 2 3 4  Halecki 1991, 108쪽.
44. ↑  Frost 2015, 16쪽.
45. 1 2  Halecki 1991, 109쪽.
46. ↑  Jackson 1999, 188쪽.
47. 1 2  Halecki 1991, 113쪽.
48. ↑  The Annals of Jan Długosz (A.D. 1384), p. 344.
49. ↑  Davies 2005, 91쪽.
50. 1 2  Frost 2015, 17 (note 38)쪽.
51. ↑  Knoll 2011, 37쪽.
52. ↑  Halecki 1991, 114–115쪽.
53. 1 2  Halecki 1991, 114쪽.
54. ↑  Halecki 1991, 116쪽.
55. ↑  Frost 2015, 17쪽.
56. ↑  Halecki 1991, 116–117쪽.
57. 1 2  Frost 2015, 17, 33쪽.
58. ↑  Halecki 1991, 117쪽.
59. ↑  Halecki 1991, 118쪽.
60. ↑  Halecki 1991, 121–123쪽.
61. 1 2  Halecki 1991, 123쪽.
62. ↑  Frost 2015, 3쪽.
63. 1 2  The Annals of Jan Długosz (A.D. 1385), p. 345.
64. ↑  Halecki 1991, 127쪽.
65. ↑  Halecki 1991, 129쪽.
66. ↑  Halecki 1991, 127, 129쪽.
67. 1 2 3 4  Frost 2015, 34쪽.
68. 1 2  Halecki 1991, 130쪽.
69. ↑  Halecki 1991, 131쪽.
70. 1 2  Halecki 1991, 132쪽.
71. ↑  Halecki 1991, 132-135쪽.
72. ↑  Halecki 1991, 132–133쪽.
73. 1 2 3  Halecki 1991, 135쪽.
74. ↑  The Annals of Jan Długosz (A.D. 1385 and 1386), pp. 346–347.
75. ↑  Halecki 1991, 134–135쪽.
76. ↑  The Annals of Jan Długosz (A.D. 1385), p. 346.
77. ↑  Halecki 1991, 138쪽.
78. ↑  Halecki 1991, 139쪽.
79. ↑  Davies 2005, 95쪽.

## 참고 문헌

### 1차 자료
- The Annals of Jan Długosz (An English abridgement by Maurice Michael, with commentary by Paul Smith) (1997). IM Publications. ISBN 1-901019-00-4.

### 2차 자료
- Brzezińska, Anna (1999). “Jadwiga of Anjou as the Image of a Good Queen in Late Medieval and Early Modern Poland”. 《The Polish Review》 (The Polish Institute of Arts and Sciences of America) XLIV (4): 407–437.
- Davies, Norman (2005). 《God's Playground: A History of Poland, Volume I: The Origins to 1795 (Revised Edition)》. Columbia University Press. ISBN 978-0-231-12817-9.
- Deletant, Dennis (1986). “Moldavia between Hungary and Poland, 1347–1412”. 《The Slavonic and East European Review》 64 (2): 189–211.
- Duczmal, Małgorzata (1996). 《Jagiellonowie》. Kraków: Wydawnictwo Literackie. ISBN 83-08-02577-3.
- Engel, Pál (2001). 《The Realm of St Stephen: A History of Medieval Hungary, 895–1526》. I.B. Tauris Publishers. ISBN 1-86064-061-3.
- Frost, Robert I. (2015). 《The Oxford History of Poland-Lithuania, Volume I: The Making of the Polish-Lithuanian Union, 1385–1567》. Oxford University Press. ISBN 978-0-19-820869-3.
- Gromada, Thaddeus V. (1999). “Oscar Halecki's Vision of Saint Jadwiga of Anjou”. 《The Polish Review》 (The Polish Institute of Arts and Sciences of America) XLIV (4): 433–437.
- Halecki, Oscar (1991). 《Jadwiga of Anjou and the Rise of East Central Europe》. Polish Institute of Arts and Sciences of America. ISBN 0-88033-206-9.
- Jackson, Guida M. (1999). 《Women Rulers Throughout the Ages: An Illustrated Guide》. ABC-CLIO. ISBN 1-57607-091-3.
- Jasienica, Paweł (1988). 《Polska Jagiellonów [Jagellonian Poland]》 (폴란드어). Państwowy Instytut Wydawniczy. ISBN 83-06-01796-X.
- Knoll, Paul W. (2011). 〈Religious Toleration in Sixteenth-Century Poland: Political Realities and Social Constraints〉.   Louthan, Howard; Cohen, Gary B.; Szabo, Franz A. J. 《Diversity and Dissent: Negotiating Religious Difference in Central Europe, 1500–1800》. Berghahn Books. 30–52쪽. ISBN 978-0-85745-108-8.
- Monter, William (2012). 《The Rise of Female Kings in Europe, 1300–1800》. Yale University Press. ISBN 978-0-300-17327-7.
- Sedlar, Jean W. (1994). 《East Central Europe in the Middle Ages, 1000–1500》. University of Washington Press. ISBN 0-295-97290-4.
- Sroka, Stanisław Andrzej (1999). 《Genealogia Andegawenów węgierskich [Genealogy of the Hungarian Angevins]》 (폴란드어). Towarzystwo Naukowe Societas Vistulana. ISBN 83-909094-1-3.
- Wdowiszewski, Zygmunt (2005). 《Genealogia Jagiellonów i Domu Wazów w Polsce》 (폴란드어). Avalon.
- Wolf, Armin (1993). 〈Reigning Queens in Medieval Europe: When, Where, and Why〉.   Parsons, John Carmi. 《Medieval Queenship》. Sutton Publishing. 169–188쪽. ISBN 0-7509-1831-4.

## 같이 보기
- 크레보 합병